# Horace Brown
Horace Hallock « Hal » Brown (né le 30 mars 1898 à Madison et mort le 25 décembre 1983 à Houston) est un athlète américain spécialiste du 3 000 mètres. 

## Carrière

### Palmarès
| Date | Compétition           | Lieu   | Résultat | Épreuve                 |
| ---- | --------------------- | ------ | -------- | ----------------------- |
| 1920 | Jeux olympiques d'été | Anvers | 1er      | 3 000 mètres par équipe |

### Records
| Épreuve      | Performance   | Lieu | Date |
| ------------ | ------------- | ---- | ---- |
| 5 000 mètres | 15 min 15 s 2 |      | 1920 |